# .is
.is는 아이슬란드의 인터넷 국가 코드 최상위 도메인이다. 외국인들도 이용할 수 있으며 ISNIC에서 관리한다. 2009년 5월 기준으로 25,086개가 등록되어 있다.
첫 번째 .is 도메인인 hi.is는 아이슬란드 대학교의 도메인이다. 1986년 12월 11일에 등록되어 인터넷상 최초의 도메인 등록 중 하나가 되었다.
맥아피 보고서 "Mapping the Mal Web"에 따르면 .is는 2007년, 2008년, 2009년, 2010년에 세계에서 가장 안전한 10대 TLD 중 하나로 평가되었다. 그 이후로는 보고서가 나오지 않았다. 2022년 12월 기준 등록된 .is 도메인 수는 86,000개가 조금 넘는다.
2016년 10월부터 .is 도메인은 최대 5년까지 등록할 수 있다.